# Susannah Brownsdon
Susannah Claire Suki Brownsdon (Banbury, Reino Unido, 16 de octubre de 1965) es una deportista que compitió en natación.
Ganó una medalla en el Campeonato Europeo de Natación del año 1981.

## Palmarés internacional
| Campeonato Europeo | Campeonato Europeo | Campeonato Europeo | Campeonato Europeo |
| Año                | Lugar              | Medalla            | Prueba             |
| ------------------ | ------------------ | ------------------ | ------------------ |
| 1981               | Split (Yugoslavia) | Medalla de plata   | 100 m braza        |